# Krzepice
Krzepice [kʒɛ'pʲitsɛ] ist eine Stadt an der Nordwestgrenze der Woiwodschaft Schlesien in Polen. Sie liegt rund 16 km nordwestlich der Kreisstadt Kłobuck und etwa 32 km nordwestlich von Częstochowa an der Liswarta im historischen Kleinpolen.

## Geschichte
Bereits im 12. Jahrhundert wurde in der Nähe des heutigen Krzepice ein Burgwall errichtet. Dieser diente zur Absicherung der innerpolnischen Grenzen zwischen dem Herzogtum Schlesien, Herzogtum Krakau und Herzogtum Großpolen, die im feuchten Tal der Liswarta aufeinander trafen. Später entstand eine Burg, die um 1364 einen steinernen Bau erhielt. König Kasimir der Große war für die Entwicklung der Stadt von großer Bedeutung. Nachdem er im Vertrag von Namslau auf die schlesischen Herzogtümer verzichtet hatte, ließ er entlang der neuen böhmisch-polnischen Grenze Verteidigungsanlagen errichten. Diesem Zweck diente auch die Krzepicer Burg, die einen nahegelegenen Handelsweg absicherte, der von Böhmen bis an die Ostsee führte und weshalb in Krzepice eine Zollstation errichtet wurde. Krzepice blieb zeitweilig an das Bistum Breslau angeschlossen und verkaufte auch Breslauer Bier in Kleinpolen.
In Krzepice wurde am 24. August 1356 die Gründungsurkunde für Częstochowa von Kasimir verfasst, wobei er den Ortsnamen Krzepice erstmals erwähnte. Wahrscheinlich fällt die Stadtgründung des Ortes, der 1357 Polnisches Stadtrecht erhielt, in das Jahr 1356. Mit dem Stadtrecht erhielt Krzepice zahlreiche Privilegien, die die Entwicklung der Stadt beschleunigten. Die neu gegründete Stadt zog viele deutsche Siedler an und wurde mit einem großen, fast quadratischen Ring und mit einem schachbrettförmigen Straßennetz versehen. An der Nordwestecke des Rings wurde die Pfarrkirche des Heiligen Jakob errichtet, neben der 1466 das Kanonikerkloster gegründet wurde. Stadtmauern erhielt Krzepice jedoch keine, da die naturräumlichen Gegebenheiten und die nahe Burg genügend Schutz boten. Kirchlich gehörte die Stadt dem Bistum Krakau an, jedoch war es der Gnesener Erzbischof Jaroslaw I. Bogoria, der der Pfarrkirche das Recht zusprach, den Zehnt einzutreiben, und sie dem Erzbistum Gnesen unterstellte. 1370 fiel Krzepice als Lehen an den Oppelner Herzog Wladislaus II., der es 1397 wieder an den polnischen König Władysław II. Jagiełło verlor. Krzepice wurde damals zur Starostei, die der Kastellanei Wieluń und der Woiwodschaft Sieradz untergeordnet wurde. Ein wichtiger wirtschaftlicher Impuls erfolgte im Jahr 1407, als ebendieser König den Bürgern der Stadt die Erlaubnis erteilte, die umliegenden Wälder zu roden und Gärten anzulegen. Allgemein bewirkten Krzepices Grenznähe und der nahegelegene Handelsweg einen wirtschaftlichen Aufschwung und große Handelstätigkeit, die im, 1450 von Kasimir IV. Jagelonnicus bestätigten, Donnerstagsmarkt und den drei verschiedenen Marktplätzen der Stadt Ausdruck fanden: der Große Marktplatz, der Kleine Marktplatz und der Salzmarkt. Der Neue Marktplatz erhielt 1436 ein Spital. Meuternde Soldaten plünderten 1455 die Stadt und die Umgebung.
Schließlich legte König Sigismund II. August am 15. März 1552 die Grenzen des Stadtgebiets fest, nachdem er am 16. April 1527 das Stadtrecht Krzepices in das Magdeburger Stadtrecht umgewandelt hatte. Im Jahre 1536 fanden sich im Stadtgebiet fünf Buchweizenmühlen, die einen wichtigen Wirtschaftszweig darstellten und den Krzepicer Buchweizen herstellten. Für das Jahr 1581 sind neben fünf Webern und vielen Salzhändlern acht Schnapsbrennereien sowie zwei Brauereien überliefert. Im 16. Jahrhundert wurde auch mit dem Umbau der Burg begonnen, die in der Folge in eine Festung verwandelt wurde.

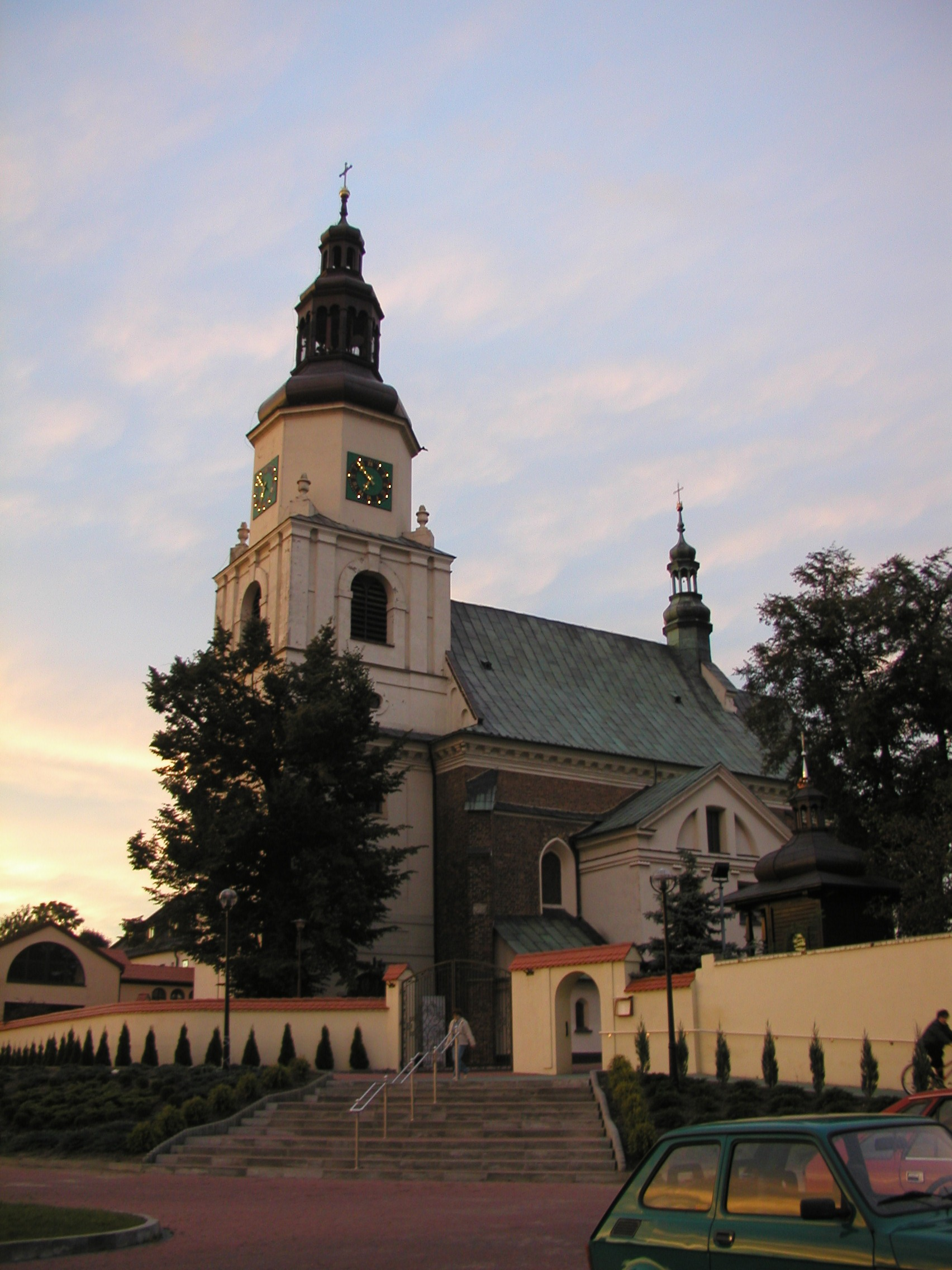
St. Jakob bei Dämmerung

Den Niedergang der Stadt und den Rückgang der Einwohnerzahl leitete vor allem der Stadtbrand von 1656 ein, dem fünf weitere folgten, wobei sie von der ausschließlich hölzernen Bebauung begünstigt wurden. Seuchen und Kriege verschlimmerten die Situation. Eine kleine Verbesserung der Lage brachte der Zuzug von Juden in die Stadt, der eben in dieser Zeit einsetzte. 1730 erbauten sie ihre klassizistische Synagoge und erhielten am Ende des Jahrhunderts mit Nowokrzepice einen separaten  Stadtteil. In den folgenden Jahren siedelten immer mehr Juden in der Stadt und der jüdische Bevölkerungsteil betrug 1857 1057 Angehörige, was fast der Hälfte der Stadtbevölkerung entsprach. 1793 wurde die Stadt im Zuge der Zweiten Teilung Polens von Preußen annektiert und der neuen Provinz Südpreußen angegliedert. Zu dieser Zeit wurde damit begonnen, die verfallene Burg abzubrechen. Nach der kurzen preußischen Herrschaft fand sich die Stadt 1807 im Department Kalisz des napoleonischen Herzogtums Warschau wieder, um 1815 in das daraus gebildete Kongresspolen zu kommen. Für die Beteiligung Krzepicer Bürger am Januaraufstand wurde der Stadt von russischer Seite 1870 das Stadtrecht aberkannt. Zur Jahrhundertwende verbesserte sich die Lage der Stadt, auch wenn sie nie an ihre Blütezeit anknüpfen konnte. 1909 bestanden in Krzepice unter anderem eine Wassermühle, eine Ziegelei sowie eine Sodafabrik. Außerdem verfügte die Stadt über ein Rathaus, ein Gericht, ein Amateurtheater und zwei Schulen. Während der deutschen Besetzung im Ersten Weltkrieg wurden der Stadt 1915 die Stadtrechte wieder verliehen. 1926 fand die Stadt Anschluss an das Eisenbahnnetz und 1927 wurden die letzten steinernen Fragmente der Festung abgerissen.
Beim Überfall auf Polen 1939 wurde die Stadt von deutschen Truppen besetzt und kam völkerrechtswidrig zum Landkreis Blachstädt im neuen „Ostoberschlesien“. Gleich zum Beginn des deutschen Überfalls fand unweit der Stadt die Schlacht bei Mokra statt, bei welcher die deutsche 4. Panzer-Division von einer polnischen Kavallerie-Brigade gestellt und geschlagen wurde. Im Jahre 1942 endete die lange Tradition der jüdischen Gemeinde in Krzepice, als die Krzepicer Juden 1942 im Konzentrationslager Auschwitz ermordet wurden. Aber auch andere Teile der Bevölkerung fielen den Nationalsozialisten zum Opfer.
Nach dem Einmarsch der Roten Armee wurde Krzepice wieder polnisch. 1950 wurde die Stadt Teil der Woiwodschaft Katowice, war ab 1975 der Woiwodschaft Częstochowa angehörig, um dann nach der letzten polnischen Verwaltungsreform 1999 der Woiwodschaft Schlesien zugeteilt zu werden. Während des Hochwassers in Polen 1997 wurde auch Krzepice nicht verschont. Die Wassermassen der Liswarta überschwemmten die umliegenden Gebiete und rissen in Krzepice eine Brücke mit sich, während eine andere beschädigt wurde.

## Sehenswürdigkeiten

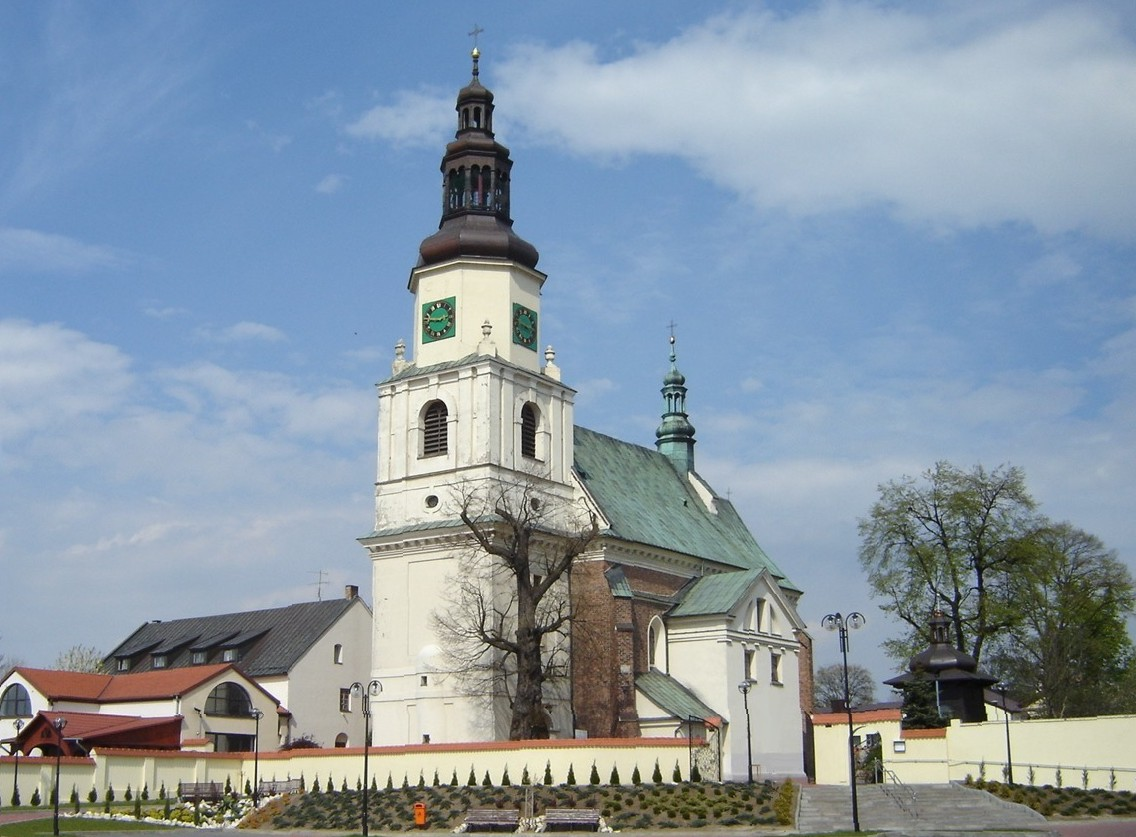
Jakobskirche

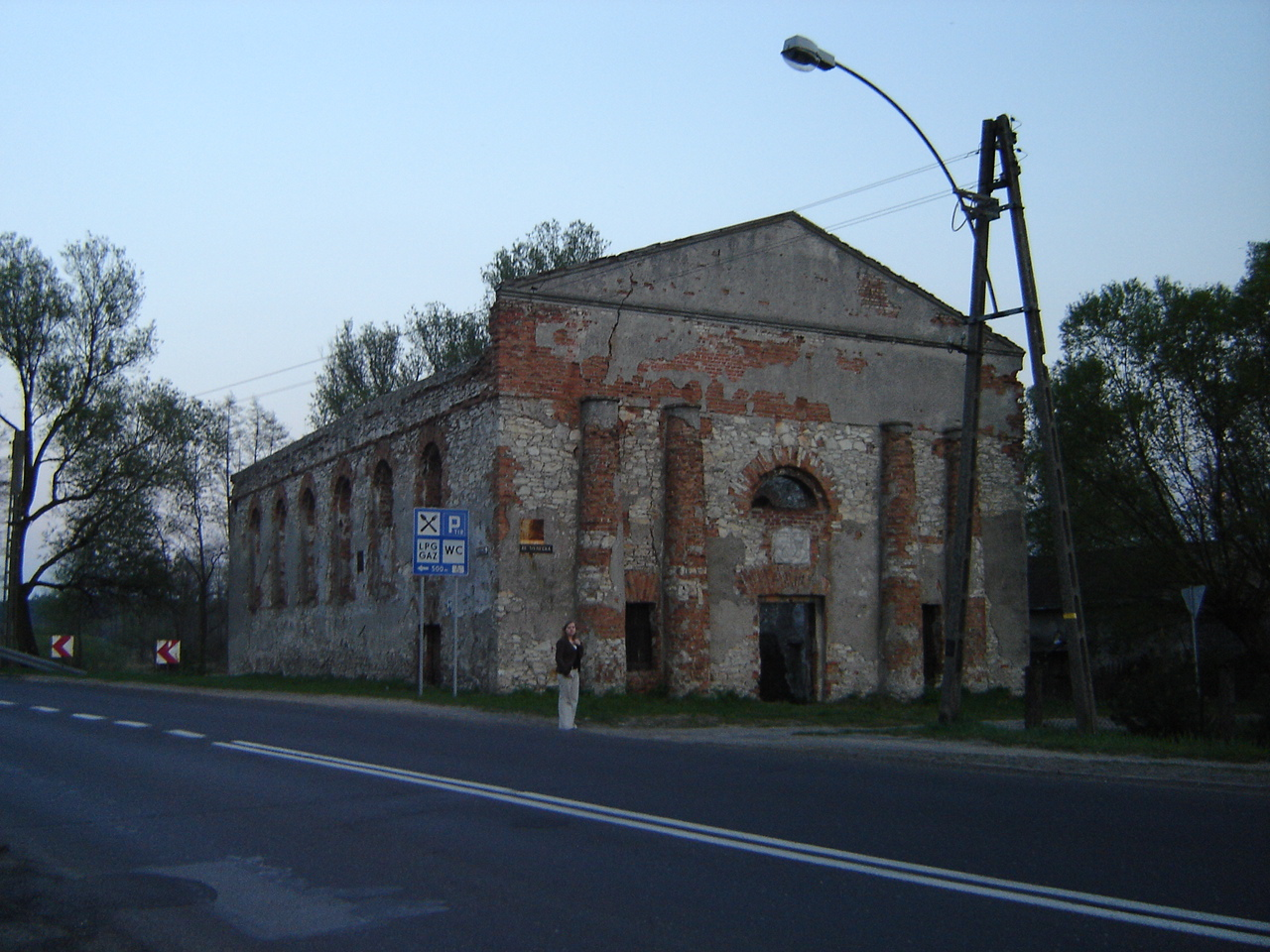
Ruine der alten Synagoge

Neben der mittelalterlichen Stadtanlage mit ihren Gebäuden aus dem 18. und 19. Jahrhundert gehören folgende Bauwerke zu den wichtigsten Sehenswürdigkeiten von Krzepice:

### Pfarrkirche St. Jakob
Die Pfarrkirche wurde noch vor 1357 von Kasimir dem Großen gegründet und der erste Bau dem Heiligen Jakobus geweiht. Es entstand eine einschiffige, gotische Kirche, die noch heute in Form des Chores vorhanden ist. In der Folge wurde die Kirche, vor allem nach Bränden, mehrfach umgebaut. Der bedeutendste Umbau wurde 1628 von Valentin von Säbisch geleitet. Es wurden das Kirchenschiff erhöht und die Josefskapelle ergänzt. Später folgten der barocke Turm und der Dachreiter.
Aus der Gotik konnten sich einige Kirchenfenster, zwei gotische Portale aus dem 15. Jahrhundert sowie weitestgehend der Chor erhalten, der in den 1950er Jahren wie der Rest der Kirche vom barocken Verputz befreit wurde. Das Mauerwerk des gotischen Chors war jedoch in einem schlechten Zustand, so dass er 1954 und 1955 mit Ziegeln aus dem zerstörten Oels wiederhergestellt wurde. Im Chor der Kirche findet sich ein Renaissanceportal. Es dominieren aber Elemente des Barock, unter anderem eine Kreuzigungsgruppe aus dem 17. Jahrhundert, die Empore mit der Barockorgel aus dem 18. Jahrhundert, die Kanzel und darüber hinaus ein Beichtstuhl des Rokoko. Weiterhin verdienen ein Reliquiar von 1577 und eine Monstranz von 1750 Beachtung.
Südlich anschließend befindet sich der Hauptbau des ehemaligen Kanonikerklosters, der heute als Pfarrhaus dient. Er wurde 1486 bis 1526 errichtet und danach mehrfach umgebaut. In einigen Innenräumen befinden sich jedoch noch Kreuzgewölbe.

### Synagoge und jüdischer Friedhof
Die klassizistische Synagoge wurde um 1820 errichtet. Heute ist sie ein Relikt der jüdischen Gemeinde von Krzepice, wird nicht mehr genutzt und besteht nur noch als Ruine. An der Fassade konnten sich vier Säulen sowie eine Tafel mit Basrelief erhalten.
Sehenswert ist auch der jüdische Friedhof auf dem noch etwa 670 Gräber zu finden sind.

### Festung
Die Festung von Krzepice an der Liswarta ersetzte die alte Burg, die 1526 zerstört worden war. 1588 folgte eine Residenz des Starosten, die von 1655 bis 1671 in eine Festung nach niederländischem Konzept umgewandelt wurde. Heute ist von der Bebauung nichts mehr zu sehen, allein die Erdwälle und Gräben vermitteln einen Eindruck von der quadratischen Anlage, deren Ecken Bastionen angeschlossen waren.

## Verkehr

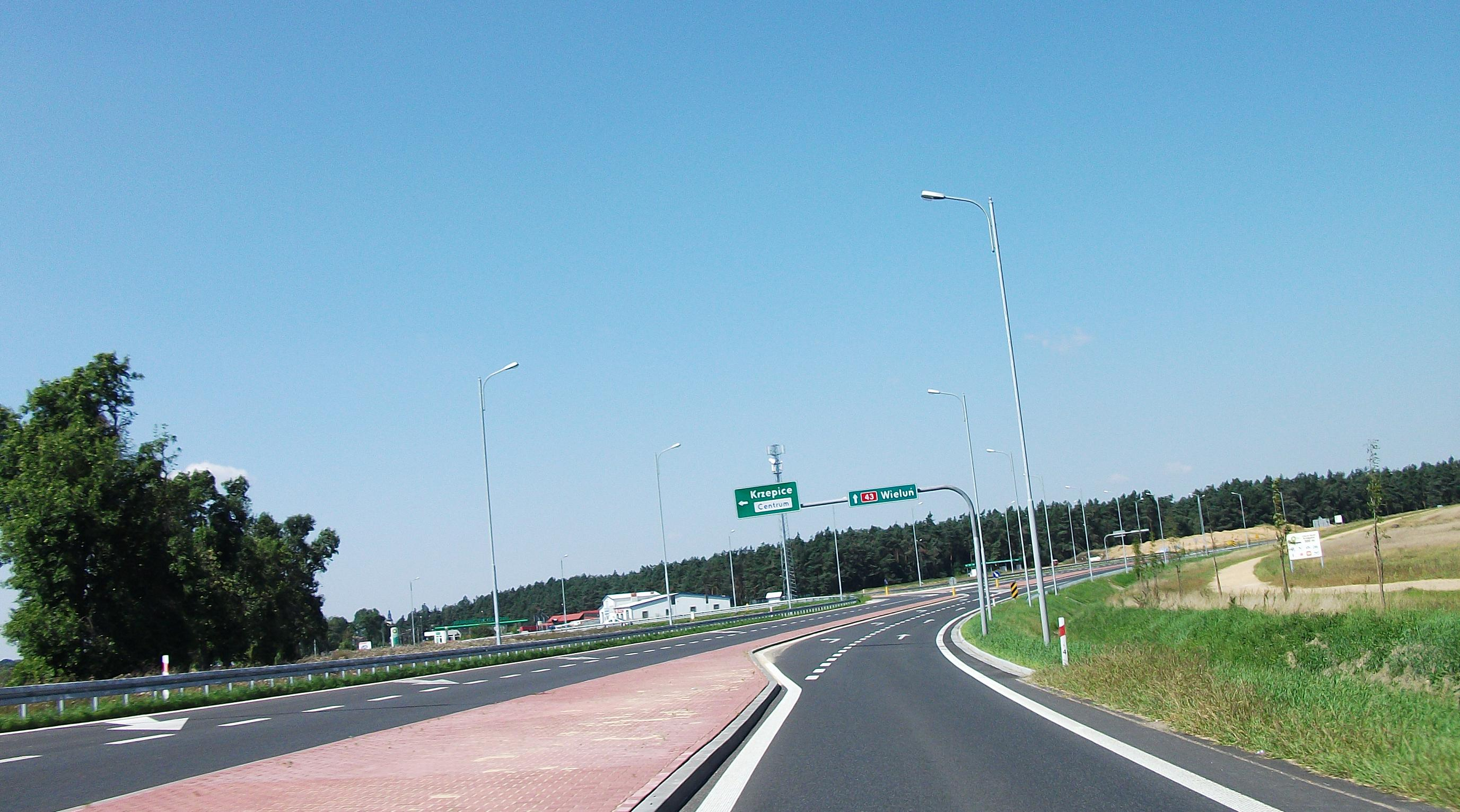
Ortsumgehung Krzepice – Landesstraße 43

Krzepice liegt an der Landesstraße 43 von Częstochowa nach Wieluń.
Am 30. Juni 2008 wurde mit dem Bau einer Ortsumgehung begonnen, der nach 18-monatiger Bauzeit abgeschlossen werden soll.
Durch die Stadt verläuft außerdem die 1926 angelegte Eisenbahnstrecke Nr. 181 zwischen Herby und Wieluń-Dąbrowa, die hier eine Haltestelle hat.

## Gemeinde

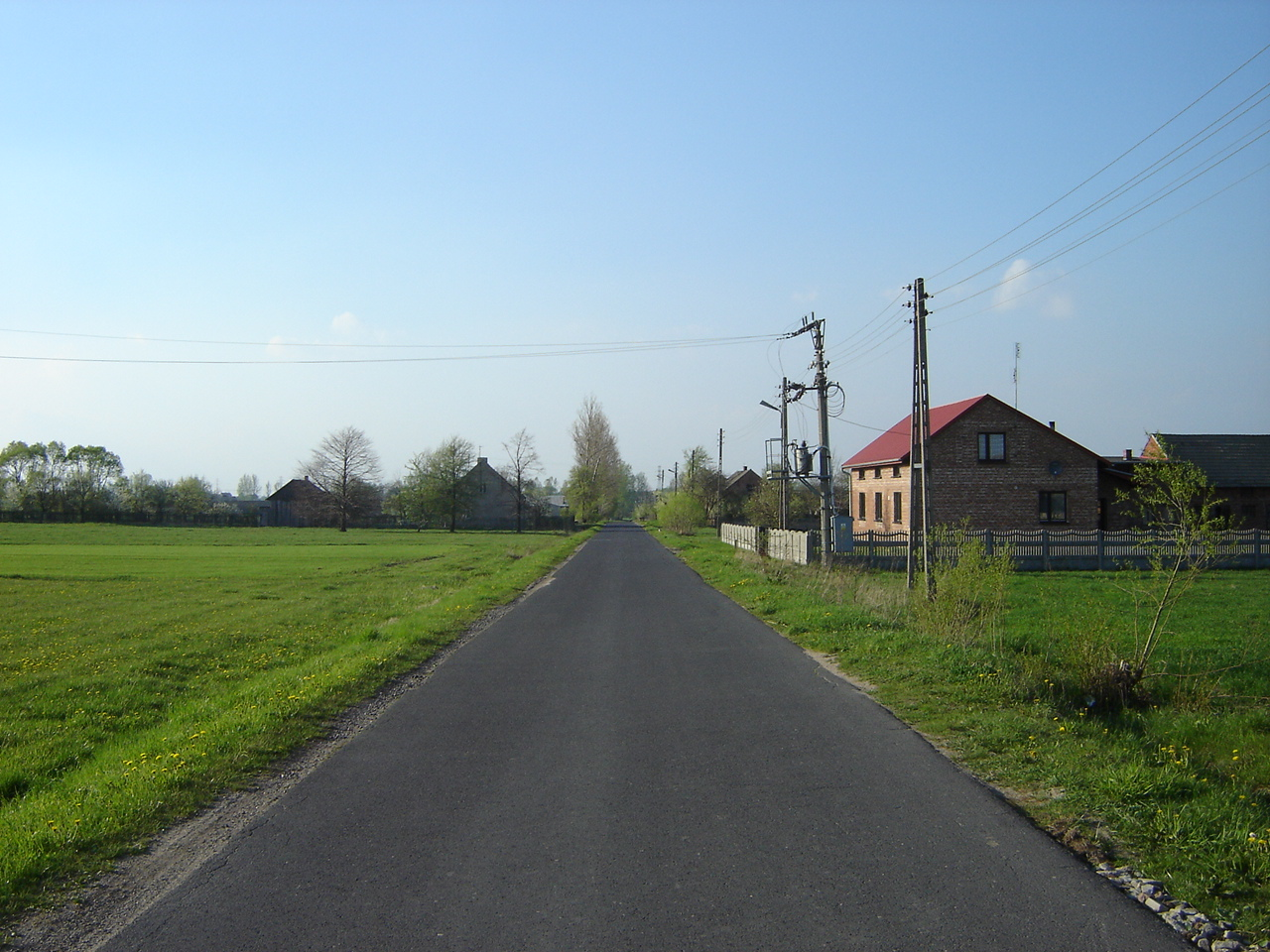
Straße in Dankowice Pierwsze

Die Stadt Krzepice ist Hauptort der gleichnamigen Stadt- und Landgemeinde, die aus Krzepice und 12 folgenden Ortschaften (Einwohnerzahlen vom 31. Dezember 2005) besteht:
- Dankowice Pierwsze (350 Einwohner)
- Dankowice Drugie (270 Einwohner)
- Dankowice Trzecie (175 Einwohner)
- Dankowice Piaski (201 Einwohner)
- Lutrowskie (261 Einwohner)
- Podłęże Królewskie (168 Einwohner)
- Stanki (90 Einwohner)
- Starokrzepice (1336 Einwohner)
- Szarki (272 Einwohner)
- Zajączki Pierwsze (920 Einwohner)
- Zajączki Drugie (970 Einwohner)
- Zajączki Pierwsze-Ruda